# Verlängerung (Handball)
Als Verlängerung wird eine der Vorgehensweisen zur Ermittlung eines Siegers beim Hallenhandball bezeichnet, die  bei einem Unentschieden am Ende eines Spiels, in der zwingend ein Sieger ermittelt werden muss, zur Anwendung kommt, beispielsweise bei Turnieren im K.-o.-System. Ist nach Ablauf der regulären Spielzeit keine Entscheidung gefallen, kann das Spiel in die Verlängerung gehen.
In Ergebnisdarstellungen wird „nach Verlängerung“ häufig mit „n. V.“ oder „n.V.“ abgekürzt, beispielsweise „32:31 n. V.“.

## Regeln
Die Internationale Handballföderation (IHF) schreibt in ihren verbindlichen Spielregeln für den Hallenhandball in Punkt 2.2 folgendes vor:

„Ist ein Spiel nach Ablauf der regulären Spielzeit unentschieden und soll bis zur Entscheidung weitergespielt werden, erfolgt nach einer Pause von 5 Minuten eine Verlängerung. Die Verlängerung dauert 2 x 5 Minuten mit 1 Minute Halbzeitpause. Ist das Spiel nach einer ersten Verlängerung noch nicht entschieden, erfolgt nach einer Pause von 5 Minuten eine zweite Verlängerung von 2 x 5 Minuten mit 1 Minute Halbzeitpause.“

Den Anwurf hat bei Beginn der Verlängerung die Mannschaft, die beim Losen gewonnen und den Ballbesitz gewählt hat; hat sie stattdessen die Seite gewählt, hat die andere Mannschaft Anwurf. Vor jeder Verlängerung wird neu gelost.
Während der Verlängerung gibt es kein Team-Time-out.
Sieger des gesamten Spiels ist diejenige Mannschaft, die in der Verlängerung mehr Tore erzielt hat.
Sofern auch nach dieser Verlängerung keine Entscheidung gefallen ist, so die IHF, „der Gewinner im Einklang mit den Bestimmungen des betreffenden Wettbewerbs zu ermitteln“. Bei internationalen Wettkämpfen ist dies zumeist ein Siebenmeterwerfen.

## Ausnahmen bei der Anwendung
Im Schweizer Handball wird in den Cupfinals der Männer und der Frauen keine zweite Verlängerung gespielt.
Für die Platzierungsspiele im President’s Cup bei der Weltmeisterschaft der Männer 2025 war statt einer Verlängerung direkt das Siebenmeterwerfen vorgesehen.